# Šventoji (lázně)
Šventoji (lotyšsky Sventāja) je lázeňské město v Litvě na břehu Baltského moře, administrativní součást města Palanga. Rozkládá se na levém břehu řeky Šventoji u jejího ústí do Baltského moře, asi 35 kilometrů od přístavního města Klaipėda a dvanáct kilometrů severně od centra města Palanga.
Ve městě řeku překlenují tři mosty. 780 m od břehu moře stojí ve městě 39 m vysoký maják. Jeho signální světla jsou viditelná ze vzdálenosti 31 km. Postaven byl roku 1957, od roku 1964 i se zvukovým signálem. Dále je ve městě kostel Panny Marie, hvězdy moří (od roku 1931), základní škola, poliklinika, pošta, velké množství hotelů a jiných turistických ubytovacích zařízení.
V lese při dálnici A13 (Klaipėda–Liepāja) je městský hřbitov. Na severním okraji města Šventoji a tím i celého statutárního města Palanga je ves Būtingė spolu s Būtingėským ropným terminálem a silniční hraniční přechod do Lotyšska.

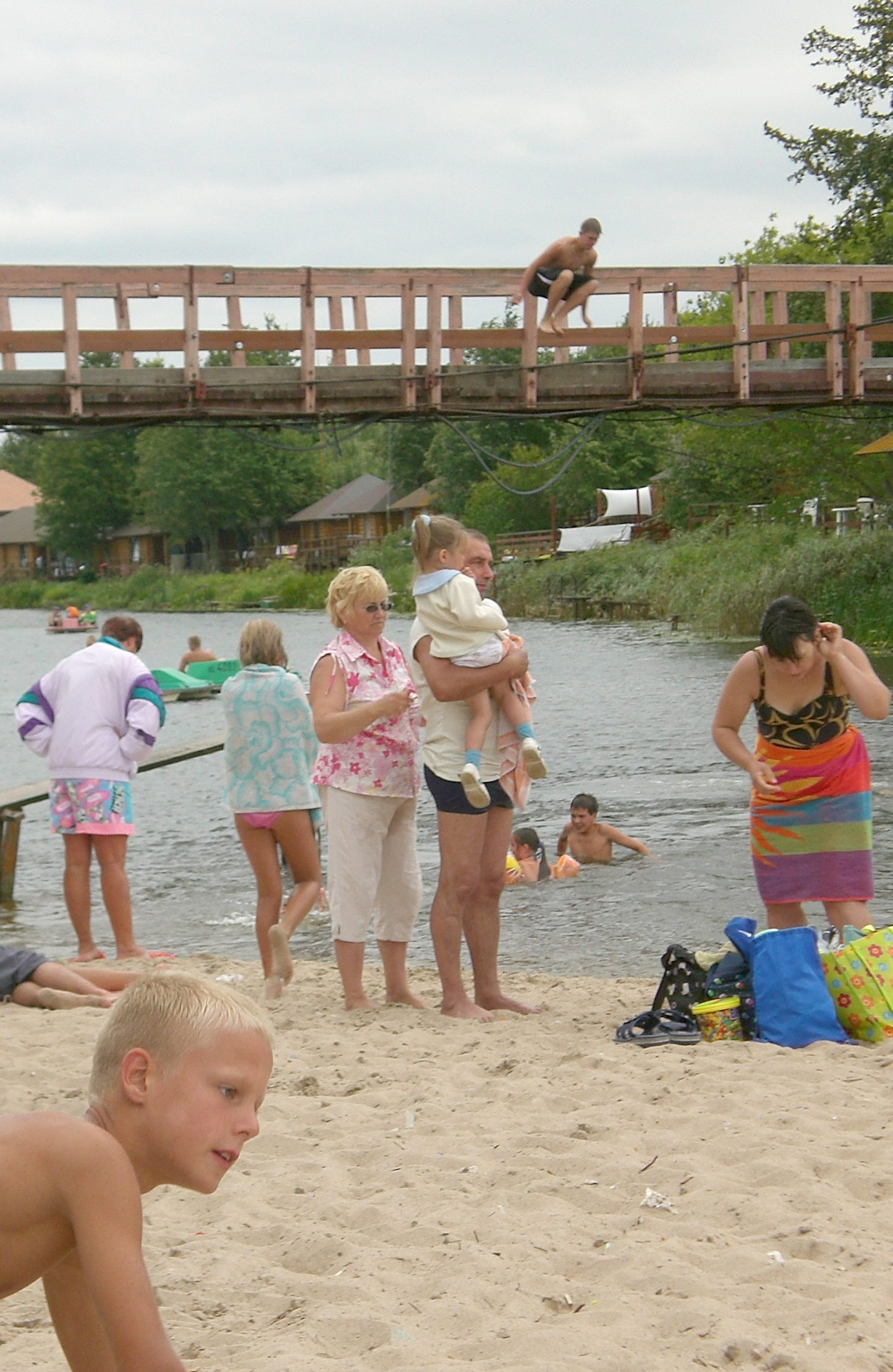
„Opičí“ most přes řeku Šventoji ve Šventoji u břehu Baltského moře

## Historie města
Šventoji je dávné rybářské sídlo při ústí stejnojmenné řeky. Byly tu objeveny archeologické nálezy, datované 3000 let před n. l. Šventoji je zaznamenána na mapě H. Celijuse z roku 1542. V roce 1921 byla předána Litvě Lotyšskem výměnou za území kolem Aknīste.[zdroj?]